# Lonchaea palposa
Lonchaea palposa är en tvåvingeart som beskrevs av Zetterstedt 1847. Lonchaea palposa ingår i släktet Lonchaea och familjen stjärtflugor. Arten är reproducerande i Sverige. Inga underarter finns listade i Catalogue of Life.